# Syrische bonte specht
De Syrische bonte specht (Dendrocopos syriacus) komt voor op de Balkan, Turkije en Iran.

## Kenmerken
De vogel is 23 tot 25 cm lang, zo groot als de grote bonte specht. Hij lijkt ook sterk op de grote bonte, hij heeft echter geen zwarte wangstreep, waardoor er veel meer wit aan de zijde van zijn kop te zien is. Daarnaast zijn er nog een paar kleine verschillen zoals wat streepjes op de borst en buik en een iets langere snavel.

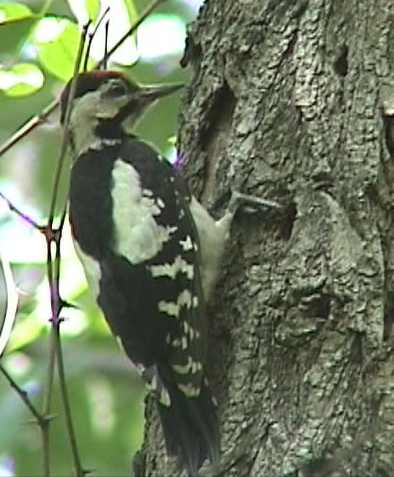
Syrische bonte specht
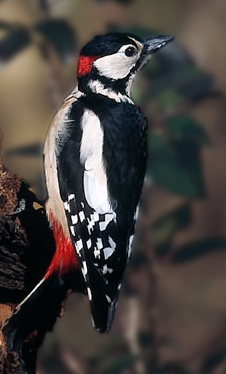
Grote bonte specht

## Verspreiding en leefgebied
Er zijn drie ondersoorten:
- D.s. syriacus: van Zuidoost-Europa tot in Turkije en Zuidwest-Iran.
- D.s. transcaucasicus: Zuidelijke Kaukasus (Transkaukasië) en Noord-Iran.
- D.s. milleri: Zuidoost-Iran.

De nominaat heeft zich gedurende de 20e eeuw uitgebreid in de richting van West-Europa. In 1982 is een broedpoging in Duitsland waargenomen.
Het leefgebied bestaat uit bomenrijk cultuurland zoals parken, tuinen, boomgaarden, wijngaarden en bomenlanen.

## Status
De grootte van de populatie wordt geschat op 0,6-1,5 miljoen volwassen individuen. De vogel gaat door uitbreiding van het areaal in aantal vooruit. Om deze redenen staat de Syrische bonte specht als niet bedreigd op de Rode Lijst van de IUCN.
oostelijke vaalborstspecht (D. analis) ·
tamariskspecht (D. assimilis) ·
streepborstspecht (D. atratus) ·
darjeelingspecht (D. darjellensis) ·
himalayaspecht (D. himalayensis) ·
bruinkeelspecht (D. hyperythrus) ·
witvleugelspecht (D. leucopterus) ·
witrugspecht (D. leucotos) ·
vaalborstspecht (D. macei) ·
grote bonte specht (D. major) ·
okinawaspecht (D. noguchii) ·
Syrische bonte specht (D. syriacus)